# Hyles lafitchii
Hyles lafitchii är en fjärilsart som beskrevs av Kirby 1892. Hyles lafitchii ingår i släktet Hyles och familjen svärmare. Inga underarter finns listade i Catalogue of Life.